# Колки (селище)
Ко́лки — селище Луцького району Волинської області України. Центр селищної громади.

## Географічні дані
Відстань до селища Маневичі становить близько 49,4 км (автошляхом Р14). Населення — 4055 осіб.
Територією селища протікають річки Рудка і Стир.
Районний центр до 1960-х років. З кінця XVI століття, до початку XX — місто, до 1940 року — містечко, центр однойменної гміни.

## Історія

### Давньоруські часи
Перед появою назви «Колки» містечко називалося «Романів» на честь князя Романа Мстиславича. Неподалік містечка був розташований замок Романа, який не зберігся до наших днів.
Містечко колись називалося Романовим, але через велику пожежу, що знищила все місто, залишилися там лише обгорілі кілки. Від того часу, вже відбудоване містечко почало зватися Колками. Тут над річкою Стир, археологами виявлено старе ранньосередньовічне городище, що було невідомо ким знищене. Ще на початку XX століття на околиці містечка знаходився курган «Чорна могила», через який існували легенди про зруйнування старого міста та постання нового.
Одну з перших згадок про це селище знаходимо у фундушевому записі князя Луцького і Володимирського Любарта Гедиміновича під 1322 p.: «поехати гостинцомъ, который идетъ до Колковъ». Без сумніву, це один із старожитніх населених пунктів Волині, на що вказують залишки давньоруського городища X—XII ст.
Важко гадати, які шляхи привели правителя Волинського князівства Романа Мстиславовича в такі глухі місця. На гористій піщаній місцевості, що простяглася вздовж старого річища Стиру Роман Мстиславович звелів збудувати замок з вежами, з трьох боків оточений водами Стиру, а з південної — високим земляним валом. Пізніше прориті підземні ходи давали змогу, коли було потрібно, непомітно залишити замок і пробратися до густих лоз, заховатися на човнах.
Площа укріплення сягала близько 750 квадратних метрів, мала форму неправильного чотирикутника. Забудови були здебільшого дерев'яні. Поселялися тут ремісники, велася торгівля збіжжям, медом, воском, хутром. Особливо важливою була торгівля сіллю яку привозили з Галичини.
Духовним центром була велика церква, побудована на невисокій горі. За народним переказом вона провалилася під землю (науковці стверджують, що Колківський регіон, як і все Полісся, багатий «водяними подушками», тож піщаний ґрунт міг не витримати навантаження — така «подушка» поглинула храм).
З історичних та археологічних джерел дізнаємося, що, ймовірно, рік побудови нового укріплення — 1197 — і випадає на часи князювання онука Володимира Мономаха — Романа Мстиславовича, який почав своє князювання у Новгороді. Після смерті батька на правах старшого сина повернувся на Волинь і посів Володимирський престол. У 1198 році після смерті бездітного галицького князя, здолавши місцеву боярську опозицію, об'єднав Волинь з Галицьким князівством. Про існування Давнього Романового замку стверджує відомий український вчений В. Б. Антонович («Археологічна карта Волинської губернії»), досліджуючи «залишки городища X—XII століть, що напівкругом примикали до Стиру». Хронологічні рамки існування княжого Романового замку можна визначити межами кінця XII і першою половиною XVI століття, коли в писемних документах сала з'являтися назва «Колки». Легенди та перекази, пов'язані з походженням цієї назви, записав польський письменник і дослідник Ю. Крашевський у праці «Волинь, Полісся, Литва».

### УВеликому князівстві Литовському
В «Описі Луцького, Володимирського і Кременецького замків» від 1545 року зазначено, що вже в ті часи «в Колках було вісім дворищ, а в кожному дворищі по декілька сімей. В «Описі Луцького замку» 1545 року читаємо: «село Колок, у том селе дворищ восемь и огородник»; «а в Колке, говорят, издавна было двенадцать жеремян» (бобрових гонів). Йдеться очевидно, про старий Колк (Колок), який у документі 1604 р. називається Старосіллям і межує з сучасними Колками. Останнє за переказом, отримало таку назву після страшної пожежі «лише кілки де-не-де в плотах залишила».
У XVI—XVII століттях містечко було заможнім та жвавим, до якого з усього Полісся приїжджало населення купувати сіль, яку привозили з «жуп руських», що в Галичині.
Містечко підпорядковувалося Луцькому замку, який належав родині Любартів. Разом з жителями сіл Підгайців, Забороля, Голишева, Прудів Голишівських і Кульчина селяни Колків сплачували податок: 74 відра меду, 90 грошів (старості замку ще окремо 23 відра меду), жита 7 колод, вівса 15 колод, 197 мотків пряжі».
Жителі Колків, як і жителі інших сіл, перебували в кріпаччині, несучи тяжкі повинності. Перш за все кріпаки платили велику грошову данину. Про це свідчить перелік повинностей кріпосних селян Колків за 1578 рік. Так, наприклад, кріпосний селянин Єремій Андрєєв платив грошовий податок в розмірі 30 грошей, а Манько Онанкович — 60 грошей. Для того часу це були досить значні суми. Крім цього селяни вносили натуральний податок. Про надзвичайно великі розміри грошових і натуральних повинностей, їх непосильність для селян свідчить та обставина, що окремі селянські дворища Колків пустіли. Так було на 1578 рік з Радловським дворищем, що зовсім опустіло і Лозинським, що опустіло наполовину. З прийняттям Брестської унії до поборів і безправності, які терпіли жителі Колків, приєднались утиски релігійного характеру. Натиск католиків особливо посилився з побудовою в Колках у 1647 році костелу, тобто з укріпленням тут католицького духовенства.

### Річ Посполита Трьох Народів
Після Люблінської унії Волинь стає воєводством.
Визвольна війна українського народу 1648—1657 років під проводом Богдана Хмельницького не обминула і Колок. У червні 1648 року проти польської шляхти піднялися жителі Колків. 25 травня 1651 року в містечко Колки входить один із загонів Максима Кривоноса і мстить гнобителям, вбиваючи їх та спалюючи їхні маєтки.
Коли війна закінчилась, багато колківчан повернулося до рідних осель, де їх чекала тяжка, виснажлива праця на злиденній ниві. Значну частину жителів Колків становили міщани, що були особисто вільні. Ті з них, що займалися сільським господарством, перебували у залежності від власника земель, за користування землею вони змушені були сплачувати йому податок.
Великим землевласником став і костел, побудований у Колках у 1647 р. В залежність від нього потрапило 37 сімей з Колків. Вони разом з селянами Острова, Семок і Рудників змушені були обробляти землю, що належала костелу, та відбувати інші повинності, як і кріпосні селяни світських феодалів.
Гетьман України Павло Тетеря за вірність королеві отримав маєток у Колках і деякий час жив тут як поміщик.
Розвиток торгівлі, вигідне географічне розташування сприяло зростанню Колків, перетворенню їх на ярмарковий центр. У 1778 році тут вже налічувалося 155 дворів та 939 жителів.

### У складіРосійської імперії
Гострі соціально-економічні та політичні суперечності призвели у другій половині XVIII ст. до занепаду магнатської Польщі. її територію тричі ділили між собою Австрія, Прусія і Росія. Після третього поділу 1795 року Колки потрапляють до складу новоствореної Волинської губернії (царський указ від 9 вересня 1797 року). Терплячого волиняка чекають нові випробування і тотальна русифікація.
За описом 1798 року містечко лежало на правій стороні річки. В містечку жили християни і євреї. Перші займалися землеробством, ремеслами, другі — дрібною торгівлею і продажем алкоголю. В державну скарбницю християни сплачували оброк по 2 рублі, євреї — по 4 рублі з душі. Всього дворів у Колках було 448, у яких проживала 2191 душа. Колківських ярмарків було чотири: 29 червня, 25 листопада, 2 лютого, 9 травня. Торги відбувались по одному дню. В цей час у Колках була церква Воздвиження Чесного і Животворчого Хреста, римо-католицький костел і дерев'яний панський дім, 5 млинів на річці Стир і один на рівчаку, всі на один камінь.
За вісім років кількість населення Колків майже подвоїлась і в 1803 році становила 1787 чоловік, 261 двір. Протягом першої половини XIX ст. Колки перетворилися на значний населений пункт. Тут відкривається винокурня і шкіряний завод, що належали місцевому поміщику.
Великої шкоди Колкам завдала пожежа, яка сталася тут у 1851 році, але селище досить швидко відбудували. Напередодні реформи 1861 року населення Колків складалося з 270 родин особисто вільних жителів, які користувалися землею поміщика А. Кожуховського і сплачували йому оренду. Крім того, тут був державний маєток, якому належало 145 десятин землі, 1 тягловий, 4 напівтяглових дворів, один двір городника та 4 двори бобилів. В цих дворах жило 68 осіб. Вони платили в казну по 1 крб.3 коп. подушного податку та виконували інші повинності. Жителі Колків, що належали до маєтку, мали 5 коней, 36 волів, 24 голови ВРХ. Щороку державні селяни Колків вносили в державну казну за користування землею по 192 крб. З цієї суми і нараховувалися викупні платежі після реформи 1861 року. З 1866 року Колки стають волосним центром.
В 1870 р. в Колках було 417 домів і 1370 жителів (з них 60 % євреї), церква, костел, 3 синагоги, бровар і ґуральня, 43 крамниці, 45 ремісників.
Трагічні події, що розгорнулися у Колках в 70-х роках XIX ст. у зв'язку зі скасуванням кріпосного права, знову загальмували на певний час їх розширення. Поміщик Кожуховський при підтримці влади визначив колківським селянам майже в три рази вищу викупну плату за землю, яку вони одержали в час реформи. Ймовірно, що селяни цього спочатку не зрозуміли, тому що дійсна сума викупного платежу була завуальована багаторічною виплатою і складними розрахунками.
Але в 1873 році селяни відчули і зрозуміли весь тягар «волі», і незадоволення, яке зростало, вилилось у відкритий опір. Селяни відмовились платити підвищену плату (чинш) за землю, заявивши що зайняту землю рахують «своєю невід'ємною власністю» Земський суд задовольнив вимоги поміщика. Рішення земського суду було затверджено Волинською цивільною палатою, а сенат, куди звернулися зі скаргою колківські селяни-чиншовики, визнав, що «колківські міщани підлягають виселенню, якщо не підуть на угоду з власником», тобто поміщиком, якого сенат розгляда власника.
Але становому приставу вдалося виселити лише кілька селянських сімей, а інші, вчинивши опір, залишилися в своїх будинках. Більше того, селяни-чиншовики послали своїх уповноважених на чолі зі старостою Михайлом Сілічем в Петербург зі скаргою на дії поміщика Кожуховського і місцевої влади.
Повернувшись з Петербурга, М.Сіліч заявив селянам, що цар начебто пообіцяв розглянути їхню скаргу і, всупереч волі поміщика та місцевої влади, дозволив виселеним селянам повернутись у свої будинки, «зламавши на дверях економічні печаті». Коли місцевий житель А. Торбач, що захищав інтереси поміщика, почав засуджувати дії М. Сіліча, селяни заарештували Торбача, міцно його побили, а потім, закувавши в кайдани, провели в такому вигляді через все містечко і прикували до стіни його ж будинку.
Коли становий пристав зробив спробу заарештувати М. Сіліча та інших активних учасників описаних подій, селяни перешкодили цьому, «не давши їх в руки пристава».
Дії селян були настільки рішучими і організованими, що ні поміщик Кожуховський, ні місцева влада не змогли виконати вироку суду про виселення селян з їхніх осель. Для виконання вироку в травні 1874 року до Колків було скеровано батальйон солдатів 43 Охотського піхотного полку. Але і в присутності солдатів зібрані колківські селяни-чиншовики заявили, «що виселятись або вступати в будь-які умови з власником вони не бажають і що прибуття військ їх зовсім не лякає». На другий день після прибуття солдати за наказом представників влади почали руйнувати житлові і господарські приміщення селян-чиншовиків. Повністю знищили 230 будинків із 270, що належали селянам.
Попри жорстоку розправу, із 300 сімей селян-чиншовиків лише 40 сімей погодилося укласти з поміщиком нову угоду, на умовах виплати підвищеного чиншу й були залишені в містечку.
Час ішов, містечко знову розбудовувалося. У першому десятиріччі XX століття у Колках — 660 дворів, 4316 жителів. Далеко за межі Колків розносяться вісті про знамениті ярмарки, що відбуваються тут чотири рази на рік.
На початку XX ст. прогресивна українська інтелігенція активно долучилась до вивчення минулого. Цікаві роботи у цьому регіоні у складі експедиції під керівництвом відомого історика, вченого Володимира Антоновича проводить Федір Вовк, етнограф, археолог, краєзнавець, досліджуючи народно-побутову культуру, зразки народного одягу, вишивки.
На початок XX ст. в Колках нараховувалось 2 млини, лісопильний завод, на якому працювало 50 робітників, 9 крамниць.
За переписом 1911 р. в Колках, що розташовані за 52 км. Від Луцька, проживало 4411 жителів, був мировий посередник, міщанська управа, пошта, телеграф, земська поштова станція, акцизний уряд, суд, земська лічниця, жидівський притулок, аптека, 2 бібліотеки, горілчана крамниця, 3 лікарі, 1 дантист, 2 книгарні, медоситня, фотограф, судовий оборонець і волосне правління. В містечку відбувалися 4 ярмарки щорічно. В 1911 році до великої земельної власності поміщика Савицького Миколая належало 9,005 десятин.
Перша світова війна принесла колківчанам нові злигодні. В червні 1915 року в зв'язку з наступом австро-німецьких військ містечко опинилось у смузі фронту. В цей час значна частина населення була евакуйована вглиб України і Росії, а та, що залишилася, зазнала великих труднощів. Вже на четвертий день Брусиловського прориву 26 травня (8 червня) 1916 року в районі Колків тривали запеклі бої.
У грудні 1917 в Колках утворюється ревком, до складу якого ввійшли О. Регещук, Т. Квач, Т. Лаврещук, С. Васюхник. Але розгорнути діяльність ревкомів перешкодили німецько-кайзерівські війська, що в лютому 1918 року окупували Колки. Проте навіть у цих умовах членами ревкому було організовано партизанську війну проти загарбників. Після вигнання окупантів ревком відновив діяльність але ненадовго. В травні 1919 року Колки захопила Польща.

### Польська окупація
26 липня 1920 року 389-й полк 44-ї дивізії Червоної Армії захопив Колки. В селищі було встановлено Радянську владу. Ревком провів розподіл поміщицької землі серед селян. 24 серпня було відкрито лікарню, 31 серпня відновлено роботу поштового відділення, щоб довідатись про панічний відступ Червоної армії.
Окремого дослідження вимагає роль січових стрільців, що створили свій легіон ще в австрійській армії, і роль бюро культурної допомоги для українського населення, яке очолив відомий історик Іван Крип'якевич. Багато зусиль доклав, щоб допомогти краю Дмитро Вітовський. Визвольні змагання закінчилися поразкою, рештки армії Симона Петлюри були інтерновані поляками. Колки за мирним Ризьким договором 1921 року у складі створеного з 11 повітів Волинського воєводства відходять знову до Польщі.
Під час польської окупації Колки були адміністративно поліцейським центром. Тут розміщувалися гмінне управління, поліцейське відділення, мировий суд. У 1921 році в Колках налічувалося 2145 жителів (331 двір). З встановленням нової влади крамниці, ремісничі майстерні (кравецькі, шевські, бондарні, чинбарня, слюсарня) опинилися в руках шляхти, куркулів які збагачувалися за рахунок жорсткої експлуатації трудящих. У селян була відібрана земля, якою наділив їх ревком. Колківський маєток перейшов у розпорядження польського земельного банку. В 1926—1932 рр. банк почав розпродувати землі цього маєтку. Але тільки заможні селяни змогли збільшити свої земельні ділянки. 546 гектарів землі було продано 79 мешканцям Колків та навколишніх сіл і осадницьких колоній — Острова, Рудників, Старосілля, Лисища, Добрового, Рудні, Крисівки. Продані земельні ділянки мали розміри від 5 до 17 гектарів.
Під тиском світової громадськості Польща, керована Юзефом Пілсудським, хоча змушена була формально визнати певні права українського населення, практично ж вона не полишала своїх планів полонізації цих етнічних українських земель. Визиск, політичне та національне безправ'я штовхали трудящих на боротьбу проти польського режиму. Ця боротьба стала цілеспрямованою після утворення на початку вересня 1923 року Луцького окружного комітету, що об'єднав місцеві комуністичні партійні осередки. В Колках уже на той час активно діяв такий осередок. Поліції вдалося натрапити на слід підпільників і заарештувати багатьох із них. 1 грудня 1924 року в Луцьку відбувся суд над 28 членами КПЗУ Колківської гміни. Серед них були Трифон Будецький та Григорій Тимчук.
У грудні 1927 року мешканці Колків відмовились платити податки. За допомогою місцевих діячів Колки були центром активного політичного життя в час виборів до польського сейму в 1928 році. В цьому ж році тут створена легальна робітничо-селянська організація «Сельроб — єдність».
У 1929 р. на Колки поширені правила міської забудови.
Значним революційним виступом ознаменувалось життя Колків та сусідніх сіл у 1931 році. 24 травня цього року колківські призовники до польської армії та призовники навколишніх сіл вигнали осадників з ряду сіл та провели демонстрацію під лозунгом «Геть фашистський уряд! Земля селянам».

Пам'ятник розстріляній першотравневій демонстрації

Особливо визначною подією, що відбулася в районі Колків, була першотравнева демонстрація 1935 року. Підготовка до цієї демонстрації проводилась під керівництвом Колківського райкому КПЗУ та райкому комсомолу.
Проводилася роз'яснювальна робота серед населення та підготовка молоді, комсомольців до демонстрації. Комсомолка Ліда Мосійчук вишивала прапор, Надія Тарасюк переправляла нелегальну літературу у своє село та село Острів.
Було розроблено детальний рух колон до місця збору на лісовій галявині біля Колків. Польській поліції через зрадника стало відомо про підготовку демонстрації. В кінці квітня 1935 року начальник Луцької поліції повідомив про це Варшаву, звідти надійшов наказ розгромити демонстрацію, застосувавши зброю.
Із Луцька до Колків був направлений посилений загін поліції на чолі з керівником слідчого відділу воєводського управління поліції.  Багато переодягнутих поліцейських та шпиків було направлено в навколишні села. Недалеко від Колків поліція організувала засідку. О 17-й годині ЗО хвилин, коли демонстрація підійшла до місця засідки, на неї посипався град куль із кулеметів і гвинтівок. В результаті розправи 8 чоловік було вбито, 31 чоловіка тяжко поранено, 47 чоловік заарештовано і відправлене у в'язницю до м. Луцька. Серед загиблих були Павло Кривонюк, Ничипор Вознюк, Олександр Стельмащук, Домна Гордіюк, Лідія Мосійчук та інші.

### Радянська окупація
1 вересня 1939 року нацистська Німеччина розв'язала Другу світову війну. 17 вересня Червона Армія перейшла радянсько-польський кордон, колківчани боязко очікували її. Колківські комуністи А. Мізюк, П. Оліферчук, М. Писарський, які щойно повернулися з брестської в'язниці, та Т. Будецький, що перебував у Колках, організували 17 вересня ревком та червоногвардійський загін. 20 вересня з Колків вирушила делегація членів КПЗУ назустріч червоноармійцям, коли отримали інформацію про те що Червона Армія вже в селі Тростянці. Але це було польське формування, що відступало під тиском червоноармійців. Розгромивши делегацію, розлючені поляки увірвалися до Колків з наміром їх знищити. Завдяки переговорам представників колківської громадськості на чолі з священиком Олексієм Соколовським, польським ксьондзом та рабином вдалося погасити конфлікт, хоч і було спалено польськими вояками декілька будинків і вбито кількох активістів. Польський загін змушений був спішно перейти через селище, не встигши підірвати міст через р. Стир, і вийти в район с. Розничі і Копилля. В с. Копилля вони учинили дику розправу над Будецьким Т. і його товаришами.
Колківський ревком повідомив про напад поляків та про місце їхнього перебування командуванню частин Червоної армії, що перебувало в районі м. Рожище. Біля села Боровичі червоноармійці наздогнали і розгромили цей загін, що нараховував близько 3 тисяч солдат і офіцерів.
22 вересня у Колках були створені тимчасові селищне та повітове управління, яке очолив Мізюк А. І.
26 — 28 жовтня 1939 року у Львові відбулися Народні Збори Західної України, які проголосували за входження Західної України до складу Української Радянської Соціалістичної Республіки. Від Колків депутатом до Народних зборів був Мізюк А. І. 27 листопада 1939 року утворено Волинську область, у якій 17 січня 1940 р. створили тридцять районів, серед них Колківський. В січні 1940 року Колківське тимчасове повітове управління перетворене на Колківський районний виконавчий Комітет, цьому сприяли вибори до місцевих Рад, що пройшли аж у грудні 1940 р. У березні тут організовано МТС, райпромкомбінат, були націоналізовані крамниці і склади. Замість приватних торговельних пунктів відкрито державні магазини з порожніми полицями. Почали працювати середня школа, клуб, лікарня. В цей же час багато заможних господарів Колківського району було вивезено до Сибіру. Всі громадські організації і партії були заборонені.

### Німецька окупація
Наступило охоплене пожежею війни літо 1941 року. 8 липня 1941 року німці окупували селище Колки. Військові довго у Колках не затрималися, залишивши двох німців для наведення порядку. А в окупаційній поліції служило понад 27 чоловік. Саме спираючись на цих людей, націонал-соціалісти розстріляли в урочищі Горки понад 600 громадян.
Німецький окупаційний режим завдав господарству неймовірної шкоди. В Колках було спалено більше 300 будинків, 26 осіб вивезли до Німеччини, розстріляно до 1 тис. 500 осіб єврейського населення.
Проте колківчани не мирилися зі сваволею гітлерівців та шуцкоманди (щоб посилити національну ворожнечу, нацисти створюють польську поліцію — щуцкоманду). Дехто йшов у радянські партизанські загони. Як повідомляв начальник німецької поліції безпеки України, 5 лютого 1943 року в Колках радянські партизани знищили 111 гітлерівців.
Та найяскравішою сторінкою в історії містечка є період з квітня по листопад 1943 року. Півроку у глибокому німецькому тилу Колки були тимчасовою столицею, центром Повстанської-Республіки ОУН — УПА. Ось що розповідають свідки тих подій Леонід Мартинюк, Костянтин Градиський: "Навесні 1943 року, а точніше на Великдень, повстанці визволили Колки і навколишні села від гітлерівців, знищили німецьку управлінську адміністрацію і захопили багато трофеїв. Під вечір біля церкви відбувся багатолюдний мітинг. Повстанці оголосили свою програму боротьби проти нацистів і комуністів під кличем — «Волю народам — волю людині». На цьому мітингу повідомили що забрані у німців зерно і худоба повертаються селянам без ніякого викупу, пропонувалося негайно приступити до обробітку землі. Тоді ж заснували міську управу. Головою обрали «Гонту» з Ківерців, а секретарем призначили Тамару Калуш з Колків, відкрили дві пекарні, їдальню для повстанців і млин для всіх жителів. Сушили сухарі для всіх вояків, що стояли у лісах, а це майже 100 км із заходу на схід. Трохи пізніше налагодили роботу швейної майстерні. Працювали чоботарня, зброярня. Серед повстанців знайшлися спеціалісти і швидко налагодили місцеву електростанцію, відновили роботу друкарні. Тут виходила газета «Голос Нації», різні листівки, відозви, а до початку нового навчального року Колківська адміністрація випустила свій буквар і провела учительську конференцію. У місцевих церквах Божу, службу відправляли лише українською мовою. На тому місці, де нині лісгоспзаг, була військова лікарня і школа санітарів, на Руді готували молодих командирів, мінерів, артилеристів і розвідників.
Колки готувалися до загального антинімецького повстання у тилу. Ця ніким не визнана республіка не відгороджувала своїх володінь колючим дротом, та і німці, і червоні партизани воліли краще обійти їхню територію стороною. Вісті про цю республіку поширилися від Львова до Мінська, у багатьох місцях почали виникати подібні самостійні округи.

### Новітня історія

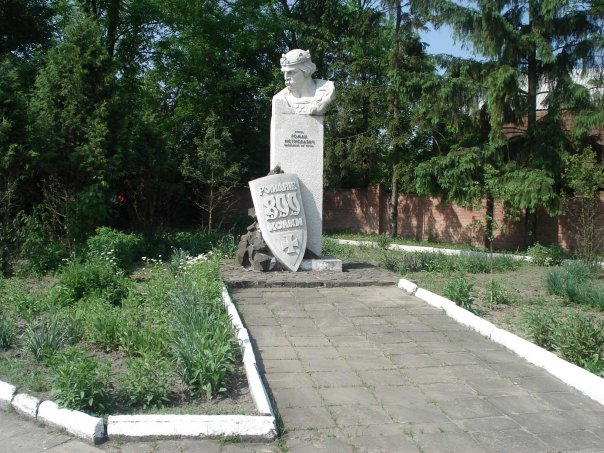
Пам'ятник князю Роману Мстиславичу в Колках

У 1997 році на честь 800-річчя Колок у центрі селища був відкритий пам'ятник засновнику містечка — князю Роману Мстиславичу.

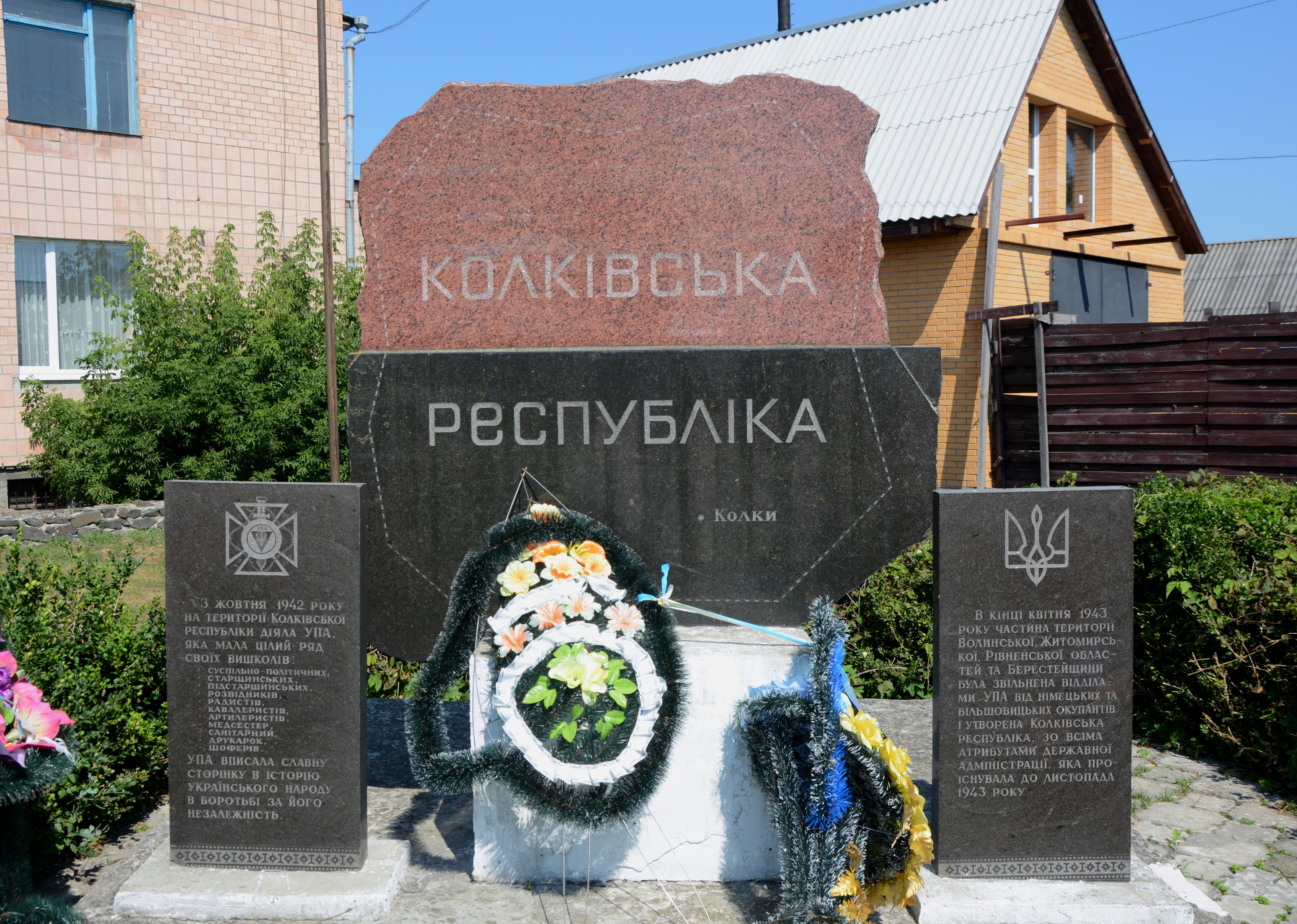
Пам'ятна стела «Колківська республіка»

У 1998 році на честь 55-ї річниці утворення Колківської республіки у Колках встановлено пам'ятний знак «Колківська республіка».
2002 року в приміщенні колишнього дитсадка розпочалися богослужіння в тимчасовому храмі УПЦ КП. 16 серпня 2015 року освятили новозбудований храм на честь святителя Миколая Чудотворця.

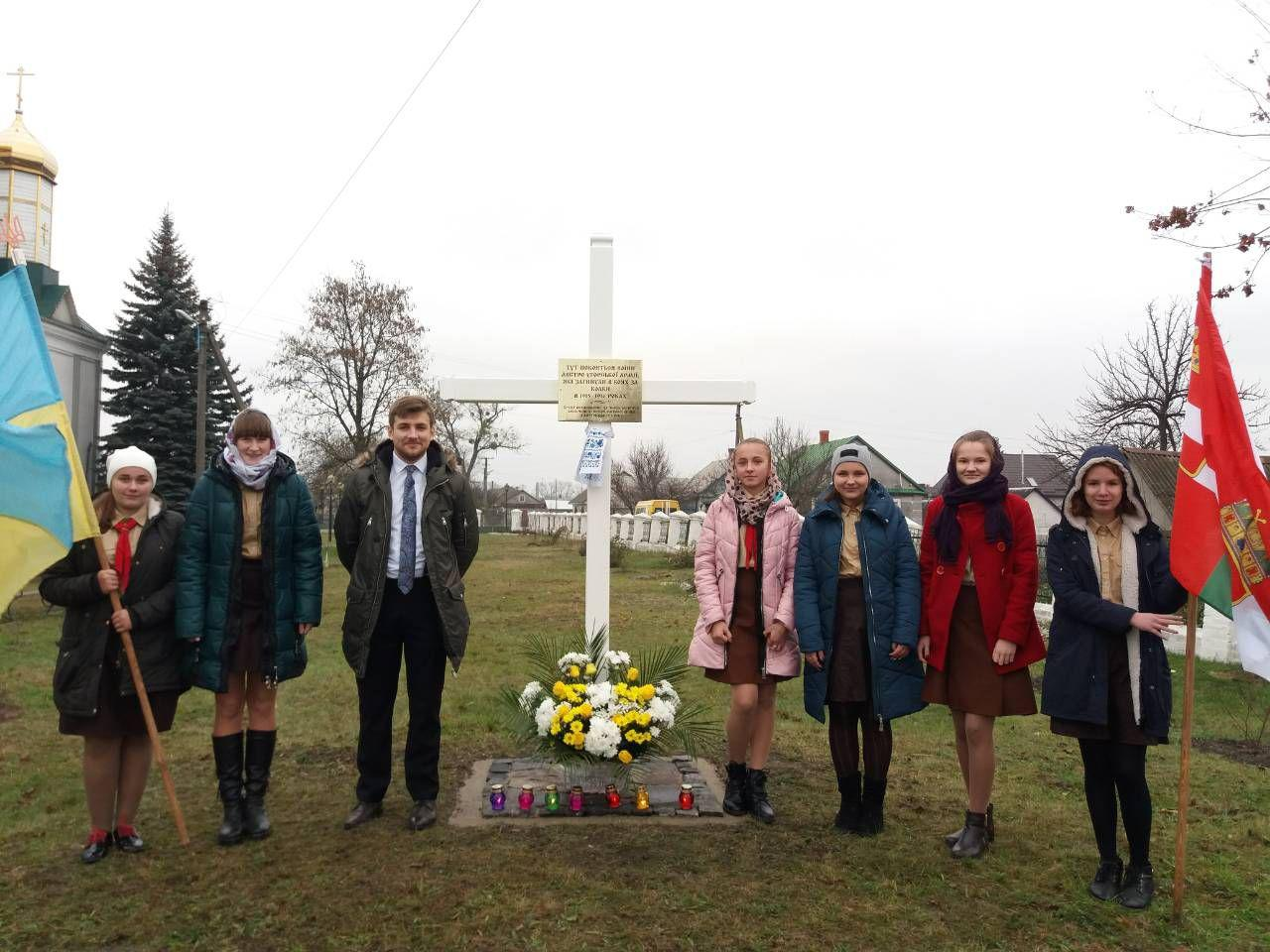
Під час відкриття пам'ятного хреста: члени місцевого Пласту та ініціатор події.

11 листопада 2018 року на подвір'ї Свято-Хрестовоздвиженського храму відбулося відкриття пам'ятного хреста, присвяченого воїнам Першої Світової війни Австро-Угорської армії загиблих в боях за Колки 1915—1916 років, де настоятель храму протоієрей Олександр Білінський здійснив чин  його освячення. Окрім того, Роман Оксенюк як ініціатор події, виступив з доповіддю про історію тих років у яких опинилось містечко. Згодом у храмі були показані старі світлини селища, котрі дослідник зібрав за декілька років із архівів та інтернет-джерел різних країн.
12 червня 2020 року, відповідно до розпорядження Кабінету Міністрів України № 708-р «Про визначення адміністративних центрів та затвердження територій територіальних громад Волинської області», селище увійшло у склад Колківської селищної громади.

## Населення

### Мова
Розподіл населення за рідною мовою за даними перепису 2001 року:
| Мова            | Кількість | Відсоток |
| --------------- | --------- | -------- |
| українська      | 3842      | 98.31%   |
| російська       | 55        | 1.41%    |
| білоруська      | 3         | 0.08%    |
| угорська        | 2         | 0.05%    |
| румунська       | 1         | 0.03%    |
| інші/не вказали | 5         | 0.12%    |
| Усього          | 3908      | 100%     |

## Економіка
- ТзОВ «Торгово-виробнича компанія “ВОЛДІ”», виробник солодощів[16][17]

## Відомі люди
- Довбошинський Данило Данилович (1924—2012) — український художник.
- Калуш Борис Кіндратович (1932-1998) — відомий волинський поет та вчитель.
- Мартинюк Алла Петрівна (нар. 1956) — мовознавець, професор кафедри перекладознавства імені Миколи Лукаша факультету іноземних мов Харківського національного університету імені В.Н. Каразіна, доктор філологічних наук (2006), професор (2006).
- Тадеуш Пйотровський (1939—1986) — відомий польський альпініст.
- Полінкевич Леонід Олександрович (1984—2014) — майор, командир 3-го батальйону 51-ї окремої механізованої бригади Сухопутних військ ЗС України; загинув під час проведення антитерористичної операції на сході України.
- Сохацький Андрій Володимирович (1970—2015) — солдат Збройних сил України, учасник російсько-української війни.